# Vessel traffic service
Vessel Traffic Service (VTS) er den engelske betegnelse for et overvågningssystem for søfart etableret af havne- eller havnemyndigheder, svarende til Flyvekontroltjeneste for fly. Typiske VTS-centre bruger radar, overvågningskamera, VHF - radiotelefoni og Automatic Identification System til at holde styr på færden af skibe og give navigationssikkerhed i et begrænset geografisk område.

## Galleri
- Antirrio RTS (Regional Traffic Service station), en del af Grækenlands nationale vessel traffic service system.
- Ise Bay Vessel Traffic Service Center i Cape Irago, Tahara, Aichi-præfekturet, Japan.
- Saint Helier Vessel Traffic Service beliggende ved molehovederne i St. Helier havn, Jersey
- Inde i Mumbai Vessel Traffic Service, Indien